# Sjarhej Karnilenka
Sjarhej Aljaksandravič Karnilenka (in bielorusso Сяргей Аляксандравіч Карніленка?; in russo Сергей Александрович Корниленко?, Sergej Aleksandrovič Kornilenko; Vitebsk, 14 giugno 1983) è un allenatore di calcio ed ex calciatore bielorusso, di ruolo attaccante.

## Carriera

### Club
Karnilenka ha iniziato la sua carriera nella nativa Bielorussia con la Dinamo Minsk prima di trasferirsi al Ljakamatyŭ Vicebsk. Dopo una stagione non convincente con il Vitebsk, torna a Minsk, dove trascorre tre stagioni prima di trasferirsi in Ucraina alla Dinamo Kiev e successivamente al Dnipro Dnipropetrovs'k.
Nel 2008 si trasferisce in Russia all'FC Tom Tomsk, dove gioca una stagione di successo.
Il 19 luglio 2009 il bielorusso firma un contratto di quattro anni con lo Zenit. Il 9 marzo 2010 Karnilenka viene ceduto in prestito al Tom Tomsk per il resto della stagione 2009/10.
Tornato allo Zenit nell'estate 2010 è nuovamente ceduto in prestito, questa volta al Rubin Kazan', fino a gennaio 2011.
Il 31 gennaio 2011, Karnilenka va in prestito al club inglese del Blackpool.

### Nazionale
È membro della nazionale bielorussa dal 2004. Attualmente, è al 2 ° posto tra i migliori marcatori della storia della sua nazionale dietro a Maksim Ramaščanka.

## Palmarès

### Club
- Coppa di Bielorussia: 1

Dinamo Minsk: 2003
- Supercoppa d'Ucraina: 1

Dinamo Kiev: 2004

### Individuale
- Capocannoniere della Vyšėjšaja Liha: 1

2003 (18 gol)